# Cinema (együttes)
A Cinema egy rövid életű együttes volt, amit Alan White, Chris Squire és Trevor Rabin ex-Yes tagok alkottak. 1983-ban elkezdték írni az első albumuk dalait, főleg Rabin dolgozott aktívan.
Később Tony Kaye és Jon Anderson is csatlakozott hozzájuk, ám az ötletet elvetették és inkább újból felvették a Yes nevet, majd kiadták a 90125 című albumot.

## Felállás
- Chris Squire – basszusgitár, ének
- Alan White – ütős hangszerek
- Trevor Rabin – gitár, ének